# Institute for Scientific Information
L'Institute for Scientific Information (ISI) è stato un servizio di editoria accademica, fondato da Eugene Garfield a Filadelfia nel 1960. ISI era una database che offriva servizi bibliometrici e di scientometria, con particolare riferimento all'indicizzazione e all'analisi delle citazioni.

## Storia
Nel 1992 fu acquisito dalla divisione Thomson Scientific del gruppo Thomson Corporation, assumendo il nome di Thomson ISI. Fino al 2016 appartenne all'unità di business "Intellectual Property & Science" di Thomson Reuters, che in quell'anno la cedette dando vita a Clarivate Analytics. Nel 2018, quest'ultima reintegrò i servizi e gli esprti di bibliometria dell'ISI all'interno del proprio gruppo di ricerca scientifica e accademica.

## Descrizione
L'IS gestiva Web of Knowledge, un servizio che analizzava le citazioni presenti in migliaia di riviste accademiche indicizzate Science Citation Index (anche nella versione cartacea pre-Internet), il Social Sciences Citation Index (SSCI) e l'Arts and Humanities Citation Index (AHCI).
La base di conoscenza è utilizzata dai ricercatori proprio per identificare quali articoli sono citati più di frequente e da quali autori. Esso valorizza un cruscotto di indicatori che quantificano l'impatto accademico dei documenti indicizzati al suo interno, ma nello stesso può aumentare il numero di citazioni rendendoli più visibili e fornendo loro un marchio di qualità.
Secondo alcuni test, le classifiche di un anno influenzerebbero in modo significativo la popolazione di dati (le citazioni) rilevate in quelli successivi, poiché una citazione da parte dell'ISI è risultata in grado di raddoppiare il numero di citazioni ricevute da un determinato articolo.
Ogni anno l'ISI pubblica il Journal Citation Reports, che ogni anno elabora il fattore di impatto per ciascuna della 14.000 riviste indicizzate (di cui 1.100 nel campo delle discipline umanistiche e delle arti).

Inoltre, cura Science Watch, una newsletter bimestrale che segnala una lista di 22 paper diffusi nei 2 anni precedenti e risultati di particolare importanza in altrettanti ambiti del sapere, che comprendono la matematica e la statistica, l'ingegneria, la biologia, la chimica e la fisica. La selezione è basata sul numero di citazioni cumulate e sul massimo incremento del loro numero nell'arco di due bimestri consecutivi.
L'elenco annuale dei ricercatori più citati al mondo (ISI Highly Cited Researchers) è uno dei fattori presi in considerazione dall'Academic Ranking of World Universities elaborata dalla Shanghai Jiao Tong University. Tale servizio è continuato anche dopo l'acquisizione di Clarivate Analytics.

## ISI Highly Cited
L'ISI Highly Cited è una classifica internazionale in lingua inglese, aggiornata annualmente, che riporta l'elenco dei ricercatori più citati dalle riviste accademiche a livello mondiale nel decennio precedente. La lista è suddivisa in 21 categorie, corrispondenti ad altrettanti soggetti tematici nei quali è organizzata la base di conoscenza.
Ogni paper indicizzato dall'ISI viene classificato con uno o più dei 21 soggetti tematici previsti. Per ognunodei 21 soggetti tematici e per ogni singolo anno di pubblicazione dell'ultimo decennio, viene selezionato il primo percentile dei titoli che hanno ottenuto il maggior numero di citazioni cumulate dal rispettivo anno di prima pubblicazione a quello di rilevazione. Per ognuna delle 21 categorie, viene infine estratta la lista degli autori con il più alto numero di paper presenti fra quelli più citati nell'ultimo decennio.

Le aree tematiche prese in considerazine sono le seguenti:
- Scienze agrarie
- Biologia e biochimica
- Chimica
- Medicina Clinica
- Informatica
- Ecologia / Ambiente
- Economia / Business
- Ingegneria
- Geoscienze
- Immunologia
- Scienza dei materiali

- Matematica
- Microbiologia
- Biologia molecolare e genetica
- Neuroscienze
- Farmacologia
- Fisica
- Botanica e zoologia
- Psicologia / Psichiatria
- Scienze sociali - Generale
- Scienze aerospaziali

L'elenco dei paper selezionati e i dettagli autobiografici dei ricercatori sono consultabili gratuitamente online, mentre l'accesso generale al database delle citazioni ISI è riservato e a pagamento.